# ایثار
ایثار، فداکاری یا نوع‌دوستی در لغت به معنی برگزیدن، عطا کردن، سود دیگران را بر منفعت خویش مقدم داشتن و منفعت غیر را بر مصلحت خود مقدم شمردن، می‌باشد. در معنی اصطلاحی نیز بدان معنی است، که آدمی از روی قصد و نیت خِیر، دیگران را بر خود ترجیح دهد و ایشان را بر خویشتن برگزیند. آنها که طرفدار ایثار و دیگرگزینی هستند، این عمل را مُتعالی و اخلاقی می‌دانند که در مقابل آن، استیثار و خودگزینی قرار دارد. واژه ایثار در متون منتشر شده، نخستین بار توسط فیلسوف فرانسوی اگوست کنت، برای کلمه مقابل خودپرستی ابداع و بکار گرفته شد.

## ابعاد ایثار
ایثار می‌تواند گونه‌های مختلفی داشته باشد. گاه با فدا کردن جان صورت می‌گیرد گاه با دادن مال، زمانی هم با هزینه کردن اعتبار و آبرو و البته برخی اوقات هم می‌تواند ترکیبی از همه اینها باشد که فرد به‌طور ارادی و به خاطر یک هدف و آرمان مقدس و والا، تصمیم بگیرد از علایق و داشته‌های خویش اغماض نموده و دغدغه‌ها و دلنگرانی‌ها و منافع «غیر» را بر خود مرجح بداند و در راه بر طرف ساختن مشکلات فراروی دیگری گام بردارد. (بعضی ایثار را غریزه ای طبیعی می‌دانند که مبدأ وجودی هر نوع تشکیلات طبیعی است).
ایثار مختص به یک جامعه و ملت و منحصر به زمان معینی نیست و در گستره تاریخ می‌توان رگه و ریشه‌های بسیاری را در آن خصوص جست و یافت، هر چند ممکن است شدت و ضعف قابل توجهی را پشت سر گذرانده باشد. در تمام جوامع چه سنتی و چه مدرن، گونه‌هایی از ایثار وجود داشته و دارد و مردمان به اشکال متنوعی همدیگر را یاری کرده‌اند.
در آموزه‌های زرتشت، بودا، مزدا و کنفوسیوس، مکرر از این ارزش سخن رفته‌است و به مقوله کمک به دیگری، همنوع دوستی و خیر خواهی و تأکید و توجه زیادی گردیده‌است و احسان و گذشت و نیکوکاری از عناصر کلیدی آن‌ها به‌شمار می‌رود. به عبارت دیگر در ادیان مسیحیت، یهود و اسلام، گذشت و ایثار از ارزش‌های مهم و اساسی برشمرده شده‌است و محتوای انجیل؛ تورات و قرآن شاهدی بر این داعیه قلمداد می‌گردد.
ایثار هم می‌تواند ارزشی فردی به حساب آید و هم در رده ارزش‌های جمعی و اجتماعی قرار گیرد. وقتی فردی است که یک فرد خاص به انحای مختلف دیگری را بر خویش مقدم بداند و در رفع نیازهای او بکوشد. اما زمانی که میزان قابل توجهی از افراد به آن مبادرت می‌کنند و در راه یک آرمان یا هدف والایی از بذل جان و آبرو و سایر داشته‌های خویش دریغ نمی‌ورزند، مسئله جنبه عمومی پیدا می‌کند و در زمره ارزش‌های اجتماعی جای داده می‌شود.
ایثار قلمرو جغرافیایی خاصی ندارد. به عبارت دیگر هم می‌تواند در درون قلمرو و محدوده خاصی ظهور یابد و هم در فراتر از مرزها نمودداشته باشد. از حیث جهان شمول بودن مقوله ایثار می‌توان به فعالیت‌های گروه‌هایی چون پزشکان بدون مرز، انجمن بشر دوستانه و خیر بین‌المللی اشاره کرد، که در راستای مجموعه‌ای از آرمان‌های انسان دوستانه کلی و جهانی تشکیل شده‌اند. یکی از مواردی که در این خصوص می‌توان ذکر کرد مساعدت‌های مالی ملت‌های مختلف در کشورهای جهان در مواقع ضروری همچون بروز حوادث طبیعی می‌باشد. وقتی سیل، زلزله و حوادث مشابه دیگری موجب نابودی جان و مال بسیاری از انسان‌ها در برخی از مناطق جهان می‌گردد، افراد و گروه‌ها و حتی دولت‌های مختلف به طریق گوناگون کمک‌های قابل توجه نموده‌اند تا بلکه از رنج و اندوه و درد حادثه دیدگان اندکی بکاهند و این چیزی جز برآیند احساسات و عواطف بشر دوستانه فردی و جمعی نبوده‌است.

## دیدگاه تکاملی

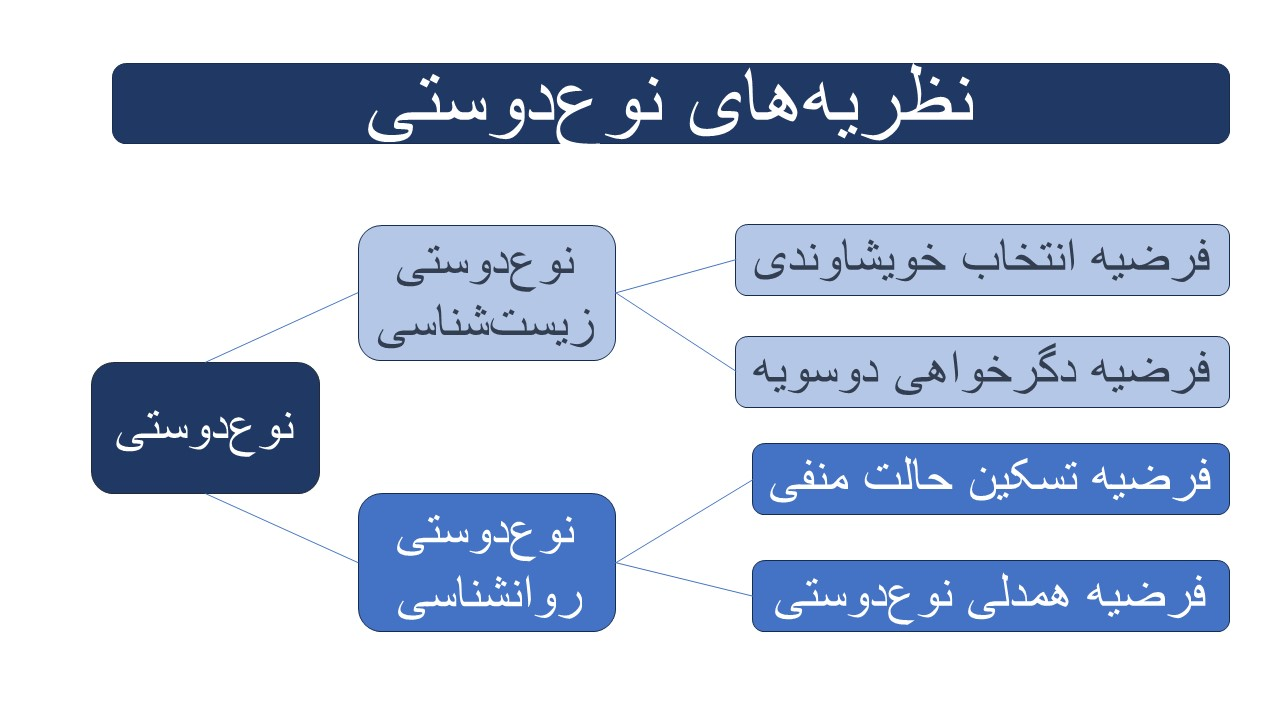
تئوری‌های نوع‌دوستی

زیست‌شناسان فرگشتی، نوع‌دوستی را رفتاری می‌دانند که توفیق فرد انجام دهنده آن را در تولید مثل کاهش داده و این توفیق را در فرد دریافت‌کننده رفتار نوع‌دوستانه، افزایش می‌دهد. طبق نظریه سنتی داروینی نوع‌دوستی نباید در طبیعت روی دهد زیرا طبق تعریف، فرایند انتخاب طبیعی، علیه صفاتی عمل می‌کند که اثر آن‌ها کاهش بازنمایی خود در نسل‌های بعدی است؛ با این حال، یک دسته رفتارهای نوع‌دوستانه در پستانداران وحشی و نیز در انسان‌ها دیده می‌شود. نوعدوستی به یک معنا نوعی خودخواهی، منتها در سطح ژنی است، نه در سطح فردی. نمونه‌های شناخته شده نوعدوستی را در آن دسته زنبورها، زنبور عسل، و مورچه‌های ماده می‌بینیم که طبقه کارگر را در این انواع تشکیل می‌دهند. آن‌ها عقیم هستند و تولید مثل نمی‌کنند، امّا برای توفیق ملکه در تولید مثل، نوع‌دوستانه کار می‌کنند.
مکانیسم احتمالی دیگر برای ایجاد نوعدوستی در روند تکامل، انتخاب گروهی است. گروه‌های دارای افراد نوعدوست، موفق تر از گروه‌هایی هستند که تماماً از افراد خودخواه تشکیل شده‌اند. در نتیجه گروه‌های نوعدوست دوام می‌آورند و گروه‌های خودخواه از دور خارج می‌شوند و به این ترتیب نوعدوستی در روند تکامل باقی می‌ماند. در حالی که گروه‌های نوعدوست از روند تکامل سربلند بیرون می‌آیند.